# Спи со мной (фильм, 2005)
«Спи со мной» (англ. Lie With Me) — канадская эротическая мелодрама 2005 года. Экранизация одноимённого романа 2001 года авторства Тамары Фейт Бергер. Содержит сцены несимулированного секса.

## Сюжет
Лейла встречается с мужчинами лишь на одну ночь, её интересует лишь порыв страсти, желание агрессивно выразить свои сексуальные желания. Но однажды она встречает Дэвида. Связь с ним заставляет её задуматься о своих чувствах, от него она хочет нечто большего, чем секс. У обоих любовников в это время сложные отношения с близкими: Дэвид ухаживает за больным отцом, Лейла вынуждена выносить скандальный развод родителей.

## В ролях
| Актёр         | Роль     |
| ------------- | -------- |
| Лорен Ли Смит | Лейла    |
| Эрик Бальфур  | Дэвид    |
| Полли Шеннон  | Виктория |
| Кристин Леман | Рэйчел   |
| Мэйко Нгуен   | Кика     |

## Производство
- Съёмки проходили с июня по июль 2004 года в Канаде.

## Номинации
- В 2006 году номинировался на премию «Джини» в категориях «Лучшая музыка к фильму» и «Лучший звук».